# Vicq-sur-Nahon
Pour les articles homonymes, voir Vicq.
Vicq-sur-Nahon est une commune française située dans le département de l'Indre, en région Centre-Val de Loire.

## Géographie

### Localisation
La commune est située dans le nord du département, dans la région naturelle du Boischaut Nord.
Les communes limitrophes sont : Veuil (2 km), Langé (4 km), Baudres (6 km), Valençay (6 km), Luçay-le-Mâle (7 km), Rouvres-les-Bois (10 km) et Poulaines (11 km).
Les communes chefs-lieux et préfectorales sont : Valençay (6 km), Châteauroux (35 km), Issoudun (39 km), Le Blanc (63 km) et La Châtre (68 km).

### Hameaux et lieux-dits
Les hameaux et lieux-dits de la commune sont : la Billardière, la Forêt, le Grand Village, Faix, Bourgneuf,, la commanderie, l'Hopitou et la Jouardière.

### Géologie et hydrographie
La commune est classée en zone de sismicité 2, correspondant à une sismicité faible.
Le territoire communal est arrosé par la rivière Nahon.

### Climat
Pour des articles plus généraux, voir Climat du Centre-Val de Loire et Climat de l'Indre.
En 2010, le climat de la commune est de type climat océanique dégradé des plaines du Centre et du Nord, selon une étude du CNRS s'appuyant sur une série de données couvrant la période 1971-2000. En 2020, Météo-France publie une typologie des climats de la France métropolitaine dans laquelle la commune est exposée à un climat océanique altéré et est dans la région climatique Centre et contreforts nord du Massif Central, caractérisée par un air sec en été et un bon ensoleillement.
Pour la période 1971-2000, la température annuelle moyenne est de 11,3 °C, avec une amplitude thermique annuelle de 15,2 °C. Le cumul annuel moyen de précipitations est de 707 mm, avec 11,3 jours de précipitations en janvier et 6,8 jours en juillet. Pour la période 1991-2020, la température moyenne annuelle observée sur la station météorologique de Météo-France la plus proche, sur la commune de Poulaines à 11 km à vol d'oiseau, est de 12,3 °C et le cumul annuel moyen de précipitations est de 696,1 mm,. Pour l'avenir, les paramètres climatiques de la commune estimés pour 2050 selon différents scénarios d'émission de gaz à effet de serre sont consultables sur un site dédié publié par Météo-France en novembre 2022.

### Voies de communication et transports
Le territoire communal est desservi par les routes départementales : 15, 15A, 22, 23A, 37, 109 et 956.
La gare ferroviaire la plus proche est la gare de Valençay, à 8 km.
Vicq-sur-Nahon est desservie par les lignes A et T du Réseau de mobilité interurbaine.
L'aéroport le plus proche est l'aéroport de Châteauroux-Centre, à 36 km.
Le territoire communal est traversé par le sentier de grande randonnée de pays de Valençay.

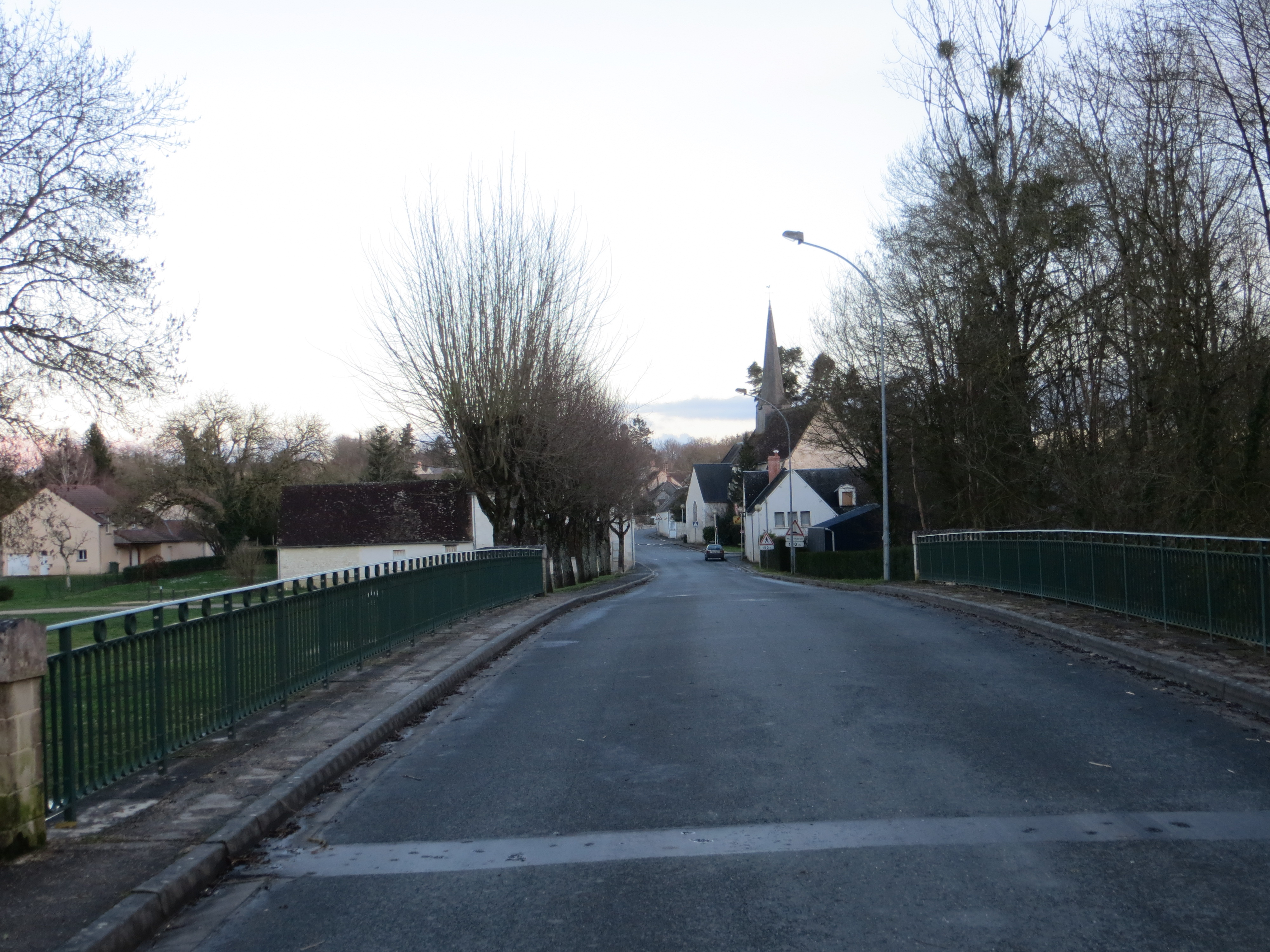
La rue de l'Église en 2014.

## Urbanisme

### Typologie
Au 1er janvier 2024, Vicq-sur-Nahon est catégorisée commune rurale à habitat dispersé, selon la nouvelle grille communale de densité à sept niveaux définie par l'Insee en 2022.
Elle est située hors unité urbaine et hors attraction des villes,.

### Occupation des sols
L'occupation des sols de la commune, telle qu'elle ressort de la base de données européenne d’occupation biophysique des sols Corine Land Cover (CLC), est marquée par l'importance des territoires agricoles (80,6 % en 2018), une proportion sensiblement équivalente à celle de 1990 (80,8 %). La répartition détaillée en 2018 est la suivante : 
terres arables (68,8 %), forêts (18,6 %), zones agricoles hétérogènes (10,8 %), prairies (1 %), zones urbanisées (0,8 %). L'évolution de l’occupation des sols de la commune et de ses infrastructures peut être observée sur les différentes représentations cartographiques du territoire : la carte de Cassini (XVIIIe siècle), la carte d'état-major (1820-1866) et les cartes ou photos aériennes de l'IGN pour la période actuelle (1950 à aujourd'hui).

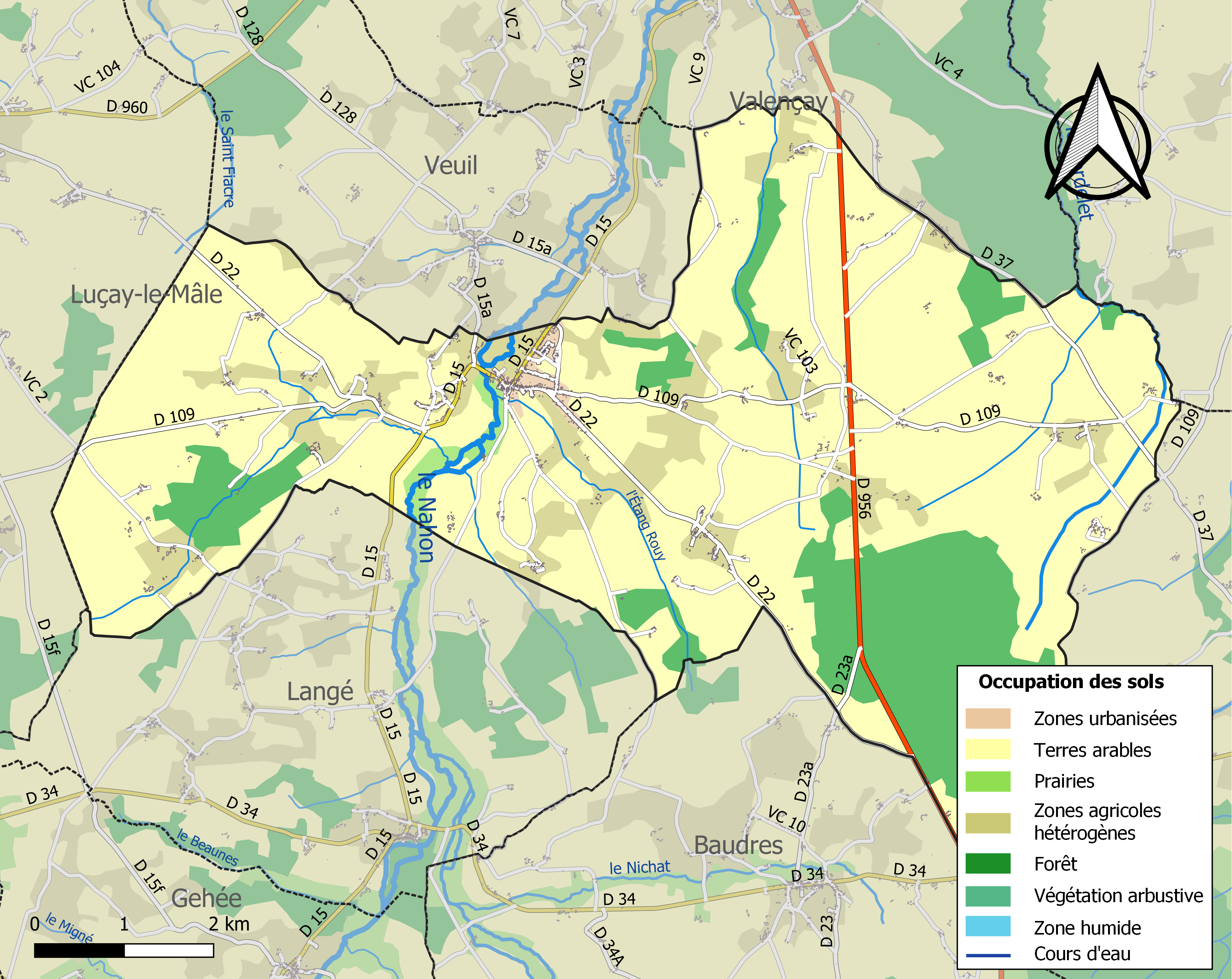
Carte des infrastructures et de l'occupation des sols de la commune en 2018 (CLC).

### Logement
Le tableau ci-dessous présente le détail du secteur des logements de la commune :
| Date du relevé                                              | 2013   |
| Nombre total de logements                                   | 495    |
| Résidences principales                                      | 72,1 % |
| Résidences secondaires                                      | 17,2 % |
| Logements vacants                                           | 10,7 % |
| Part des ménages propriétaires de leur résidence principale | 79 %   |

### Risques majeurs
Le territoire de la commune de Vicq-sur-Nahon est vulnérable à différents aléas naturels : météorologiques (tempête, orage, neige, grand froid, canicule ou sécheresse), feux de forêts, mouvements de terrains et séisme (sismicité faible). Un site publié par le BRGM permet d'évaluer simplement et rapidement les risques d'un bien localisé soit par son adresse soit par le numéro de sa parcelle.
Pour anticiper une remontée des risques de feux de forêt et de végétation vers le nord de la France en lien avec le dérèglement climatique, les services de l’État en région Centre-Val de Loire (DREAL, DRAAF, DDT) avec les SDIS ont réalisé en 2021 un atlas régional du risque de feux de forêt, permettant d’améliorer la connaissance sur les massifs les plus exposés. La commune, étant pour partie dans le massif de Baudres, est classée au niveau de risque 4, sur une échelle qui en comporte quatre (1 étant le niveau maximal).

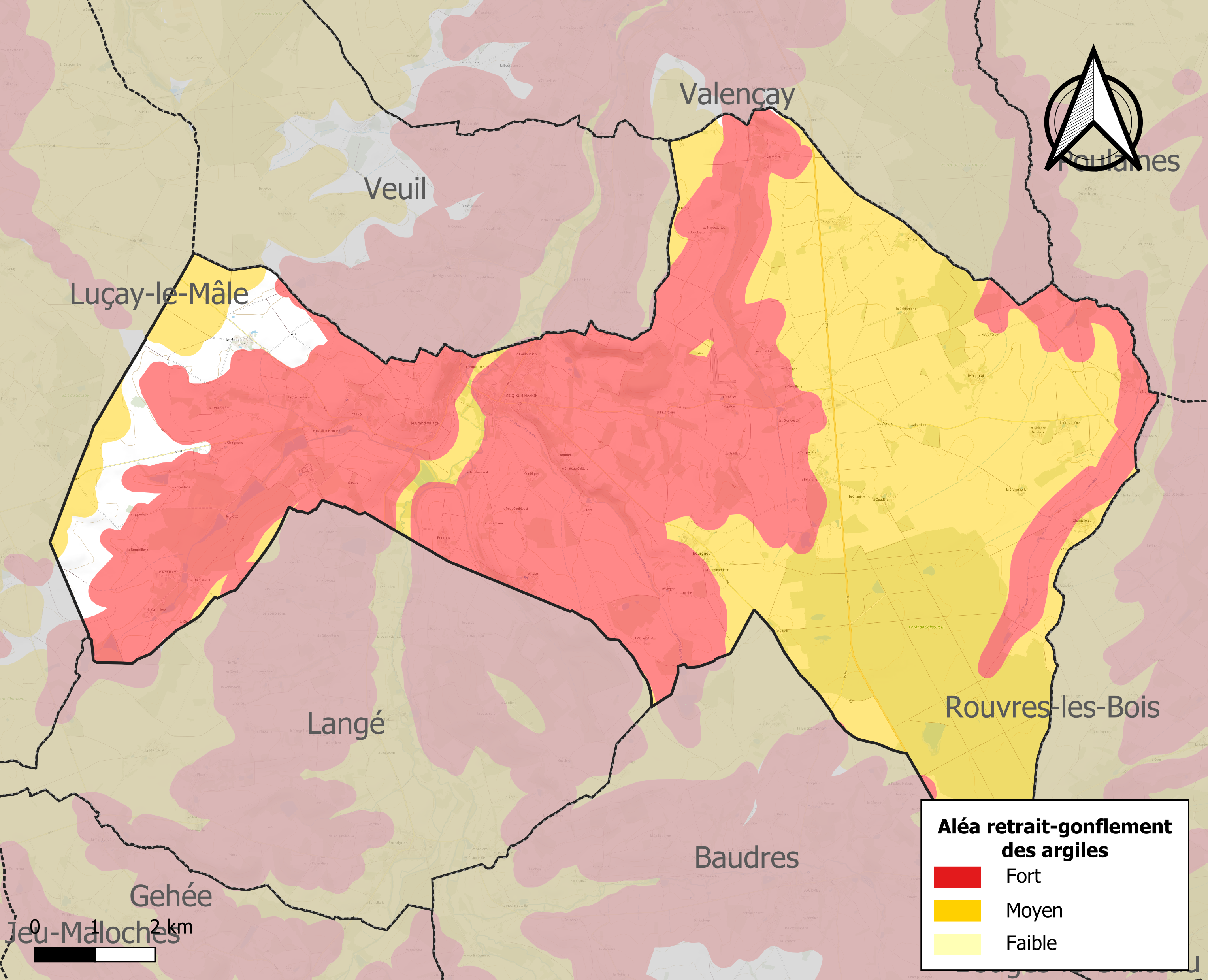
Carte des zones d'aléa retrait-gonflement des sols argileux de Vicq-sur-Nahon.

Les mouvements de terrains susceptibles de se produire sur la commune sont des tassements différentiels.
Le retrait-gonflement des sols argileux est susceptible d'engendrer des dommages importants aux bâtiments en cas d’alternance de périodes de sécheresse et de pluie. 95,5 % de la superficie communale est en aléa moyen ou fort (84,7 % au niveau départemental et 48,5 % au niveau national). Sur les 503 bâtiments dénombrés sur la commune en 2019, 494 sont en aléa moyen ou fort, soit 98 %, à comparer aux 86 % au niveau départemental et 54 % au niveau national. Une cartographie de l'exposition du territoire national au retrait gonflement des sols argileux est disponible sur le site du BRGM,.
Concernant les mouvements de terrains, la commune a été reconnue en état de catastrophe naturelle au titre des dommages causés par la sécheresse en 1989, 1991, 1992, 1997 et 2011 et par des mouvements de terrain en 1999.

## Toponymie
Ses habitants sont appelés les Vicquois.

## Histoire
Après la révolution française, le 14 décembre 1789, la constituante vote une loi créant les municipalités ou communes. Ainsi en 1793, on compte les communes de Vicq-sur-Nahon et de Bourgneuf. Cette dernière fusionne avec Vicq-sur-Nahon en 1808, n’ayant compté au maximum que 130 habitants en 1800. Jusqu’en 1777, la commune de Vicq-sur-Nahon était véritablement coupée en deux par la rivière le Nahon, en bas du bourg ; la traversée étant très peu praticable, c’est sous l’impulsion de l’abbé Alliot de Vicq et du propriétaire du château de la Moustière (Mr Le Prestre de Neubourg, seigneur de la Moustière) que furent construits la digue et le pont de Vicq-sur-Nahon.
Jusqu'à la fin des années 1970, existait une importante laiterie coopérative (dont les murs et l'enseigne existent toujours sur la route de Valençay). Elle produisait du fromage au lait de vache, de chèvre (le Valençay) et du beurre.

## Politique et administration
La commune dépend de l'arrondissement de Châteauroux, du canton de Valençay, de la deuxième circonscription de l'Indre et de la communauté de communes Écueillé - Valençay.
Elle dispose d'une agence postale communale.
| Période                                  | Période   | Identité             | Étiquette | Qualité             |
| ---------------------------------------- | --------- | -------------------- | --------- | ------------------- |
| mars 2001                                | mars 2008 | Roger Plat           | ?         | ?                   |
| mars 2008,                               | En cours  | Jean-Charles Guillet | DVD       | Médecin généraliste |
| Les données manquantes sont à compléter. |           |                      |           |                     |

## Population et société

### Démographie
L'évolution du nombre d'habitants est connue à travers les recensements de la population effectués dans la commune depuis 1793. Pour les communes de moins de 10 000 habitants, une enquête de recensement portant sur toute la population est réalisée tous les cinq ans, les populations de référence des années intermédiaires étant quant à elles estimées par interpolation ou extrapolation. Pour la commune, le premier recensement exhaustif entrant dans le cadre du nouveau dispositif a été réalisé en 2006.

En 2022, la commune comptait 681 habitants, en évolution de −7,35 % par rapport à 2016 (Indre : −3 %, France hors Mayotte : +2,11 %).
| 1793  | 1800  | 1806  | 1821  | 1831  | 1836  | 1841  | 1846  | 1851  |
| ----- | ----- | ----- | ----- | ----- | ----- | ----- | ----- | ----- |
| 1 300 | 1 366 | 1 345 | 1 454 | 1 535 | 1 599 | 1 498 | 1 533 | 1 561 |

| 1856  | 1861  | 1866  | 1872  | 1876  | 1881  | 1886  | 1891  | 1896  |
| ----- | ----- | ----- | ----- | ----- | ----- | ----- | ----- | ----- |
| 1 598 | 1 585 | 1 609 | 1 656 | 1 571 | 1 525 | 1 523 | 1 505 | 1 501 |

| 1901  | 1906  | 1911  | 1921  | 1926  | 1931  | 1936  | 1946  | 1954  |
| ----- | ----- | ----- | ----- | ----- | ----- | ----- | ----- | ----- |
| 1 487 | 1 446 | 1 416 | 1 214 | 1 225 | 1 139 | 1 158 | 1 086 | 1 088 |

| 1962  | 1968 | 1975 | 1982 | 1990 | 1999 | 2006 | 2011 | 2016 |
| ----- | ---- | ---- | ---- | ---- | ---- | ---- | ---- | ---- |
| 1 058 | 972  | 934  | 898  | 810  | 778  | 765  | 775  | 735  |

| 2021 | 2022 | - | - | - | - | - | - | - |
| ---- | ---- | - | - | - | - | - | - | - |
| 693  | 681  | - | - | - | - | - | - | - |

### Enseignement
La commune dépend de la circonscription académique d'Issoudun.

### Manifestations culturelles et festivités
Chaque année a lieu la brocante, le dernier samedi du mois de mai et la Fête des ponts  (2e week-end d'août), tous deux organisés par le comité des fêtes. En 2012, le comité des fêtes a fêté les 75 ans de la Fête des ponts.

### Équipement culturel
Elle dispose d'une salle polyvalente.

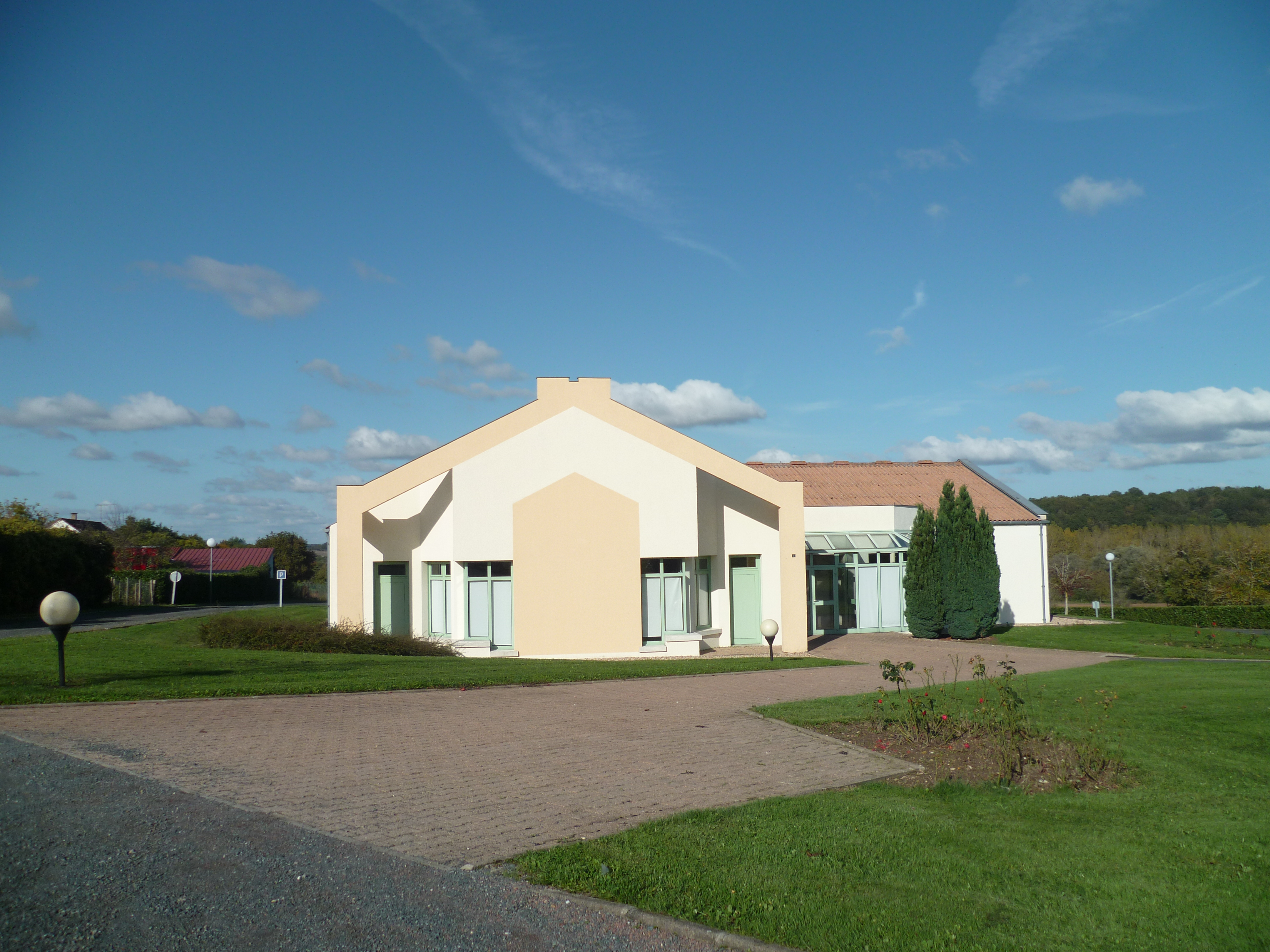
La salle polyvalente en 2012.

### Médias
La commune est couverte par les médias suivants : La Nouvelle République du Centre-Ouest, Le Berry républicain, L'Écho - La Marseillaise, La Bouinotte, Le Petit Berrichon, France 3 Centre-Val de Loire, Berry Issoudun Première, Vibration, Forum, France Bleu Berry et RCF en Berry.

## Économie
La commune se situe dans la zone d’emploi de Romorantin-Lanthenay et dans le bassin de vie de Valençay.
La commune se trouve dans l'aire géographique et dans la zone de production du lait, de fabrication et d'affinage des fromages Valençay et Sainte-maure-de-touraine.
Vicq-sur-Nahon est aussi le berceau de l'entreprise familiale de maroquinerie Rioland qui travaille pour les grandes marques de luxe ; elle emploie 450 p. sur trois sites dans l'Indre.

## Culture locale et patrimoine

### Lieux et monuments
- Château de la Moustière[41],[42], du XVIIIe siècle[43].
- Château de Coubloust[42]
- Église Saint-Laurent[42]
- Monument aux morts

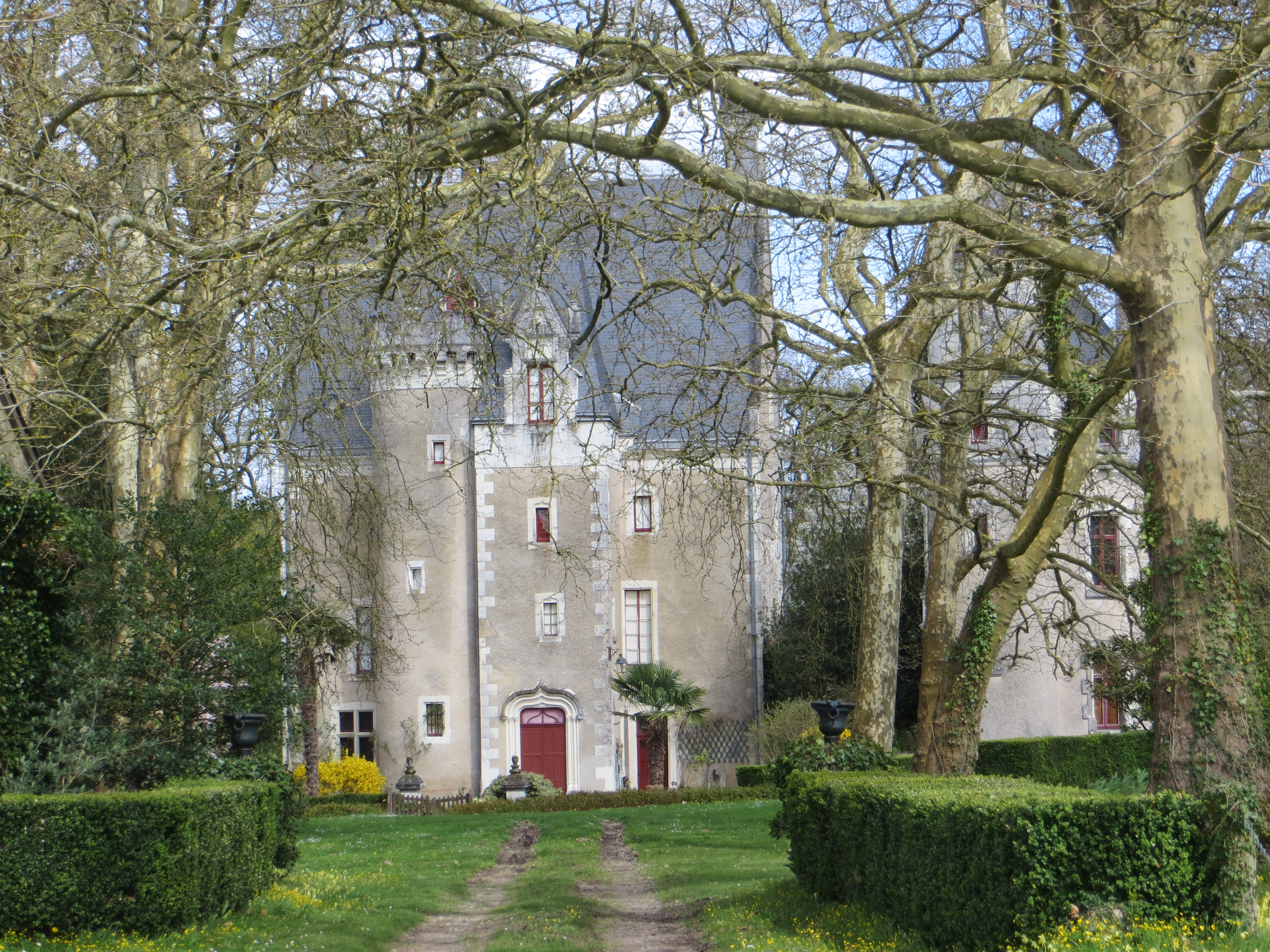
Le château de Coubloust en 2013.
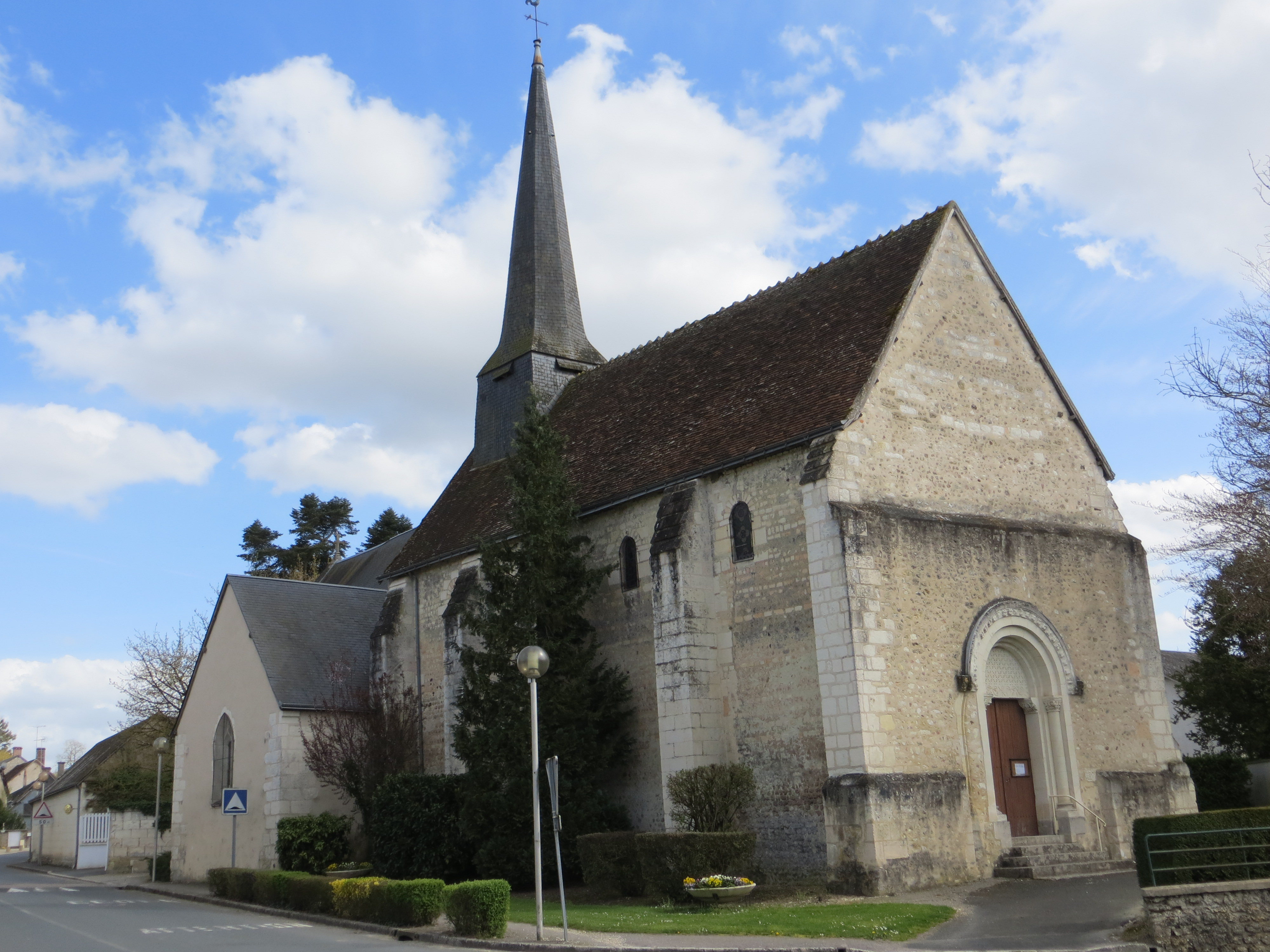
L'église Saint-Laurent en 2013.
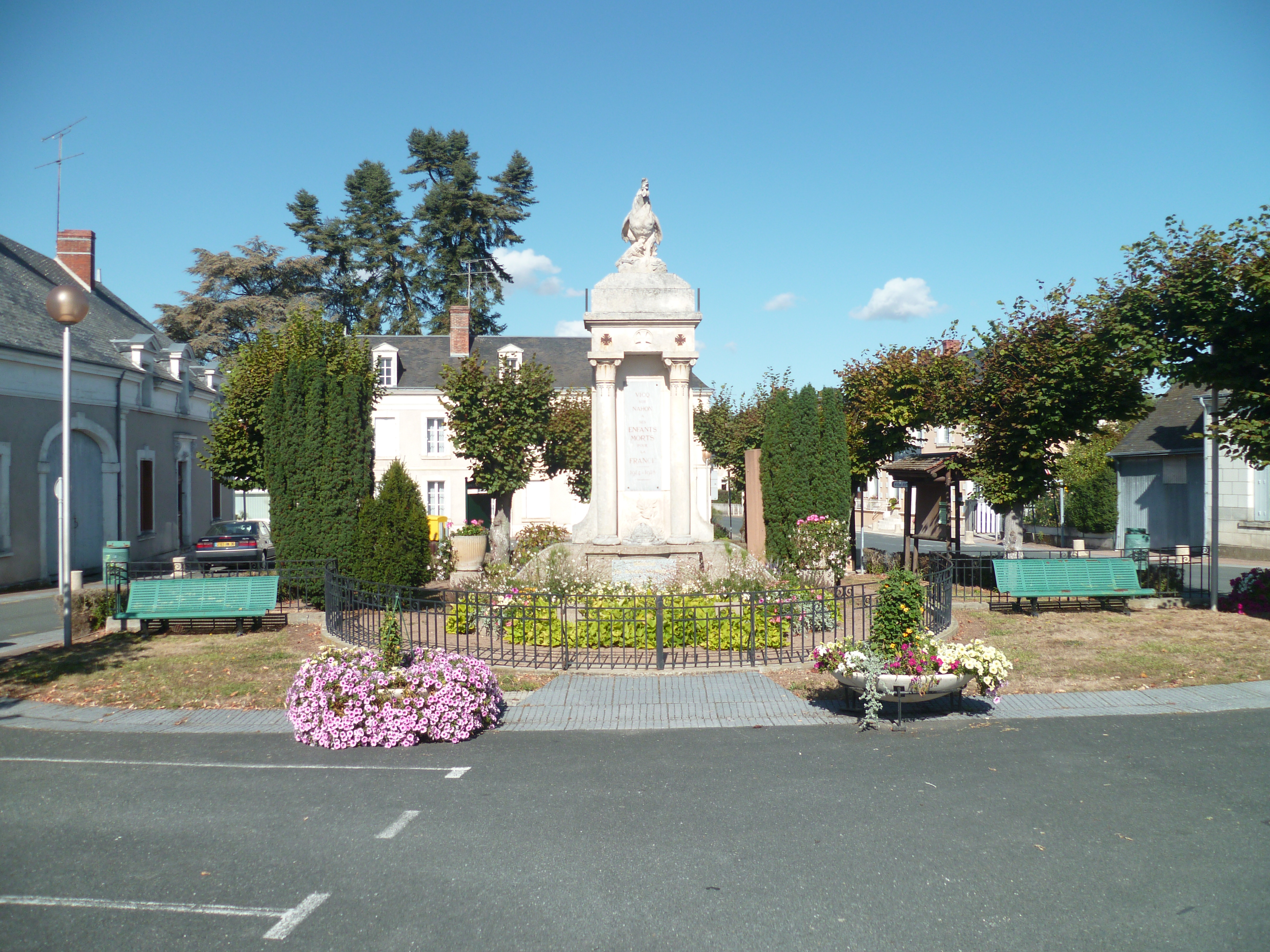
Le monument aux morts en 2012.

### Personnalités liées à la commune
- Alexandre-Pierre-Amédée Godeau d'Entraigues (1785-1856), ancien préfet et maître des requêtes au Conseil d’État.
- Jeanne Guérard-Gonzalès (1856-1924), artiste peintre française, décédée à Vicq-sur-Nahon.
- Charles Beaulieux (1872-1957), conservateur des bibliothèques et historien français, né à Vicq-sur-Nahon.